# ژاک هایم
ژاک هایم (انگلیسی: Jacques Heim; ۸ مهٔ ۱۸۹۹ – ۸ ژانویهٔ ۱۹۶۷) طراح مد و پوشاک و طراح لباس فیلم و تئاتر اهل فرانسه بود. او همچنین از تولیدکنندگان شاخص پوستین زنانه به‌شمار می‌رفت. او از ۱۹۳۰ تا مرگش در ۱۹۶۷ مدیر خانهٔ مد ژاک‌هایم (خانهٔ اوت کوتور) بود.
وی همچنین برندهٔ جوایزی همچون لژیون دونور شده‌است.